# Jordan Vogt-Roberts
Jordan Charles Vogt-Roberts (Detroit, 22 settembre 1984) è un regista, scrittore, sceneggiatore e produttore cinematografico statunitense.

## Biografia
Il suo debutto nel lungometraggio cinematografico avviene con The Kings of Summer (2013), che ottiene il "Narrative Feature Audience Award" all'edizione del 2013 del Dallas International Film Festival.

## Filmografia

### Cinema
- Twit: Robert Buscemi, Live at the Subterranean - documentario (2011)
- Mint in Box - cortometraggio (2009)
- Successful Alcoholics - cortometraggio (2010)
- Life After 25 If Born Before 1984 - cortometraggio (2011)
- The Kings of Summer (2013)
- Kong: Skull Island (2017)

### Televisione
- Memoirs of a Manchild - web serie (2009)
- Book Club - web serie (2009)
- Single Dads - serie TV, 30 episodi (2009-2011)
- Funny or Die Presents... - serie TV, 5 episodi (2011)
- Death Valley - serie TV, 2 episodi (2011)
- Mash Up - film TV (2011)
- Mash Up - serie TV, 8 episodi (2012)
- You're the Worst - serie TV, 4 episodi (2014)
- Nick Offerman: American Ham - documentario (2014)
- Cocked - film TV  (2015)